# James Kakande
James Kakande (Manchester, 22 gennaio 1974) è un cantautore inglese.

## Biografia
Da autodidatta impara a suonare cinque strumenti e, su esortazione di un amico, si reca ad Hannover, in Germania, per un provino con Mousse T.. Questi, ascoltate le canzoni di Kakande, ne resta talmente ben impressionato da decidere di produrre la canzone Just Look at Us Now per il primo album dell'artista inglese, All Nite Madness.
Nell'estate 2006 si afferma in Italia con il singolo You You You, tratto dall'album My Little Red Bag. La canzone viene scelta come sigla della trasmissione Festivalbar 2006 e dello spot televisivo della Wind con protagonisti Aldo, Giovanni e Giacomo. Successivamente è stata pubblicata una versione remixata da Alex Gaudino & Jerma. Un secondo singolo estratto dall'album, Sometimes, esce nell'autunno 2006.
Nel 2017 esce un nuovo album Electro Magnetic Love Thing che contiene il singolo Three Chords And A Poem.

## Discografia
- All Nite Madness (2005)
- My Little Red Bag (2017)
- Alien Heart (2023)